# ダリル・ジェニファー
ダリル・ジェニファー（Darryl Jenifer、1960年10月22日 - ）は、アメリカのミュージシャンであり、ハードコアパンクバンド「バッド・ブレインズ」やラップロックグループ「ザ・ホワイト・マンディンゴス」のベーシストとして広く知られている。彼は、エゴ・トリップが司会のテレビ番組「Illest Minority Moments」や、VH1で放送されたエゴ・トリップの3部構成の番組「Race-O-Rama」に出演した。
ジェニファーは、アル・ディ・メオラ、ジェームス・ジェマーソン、ギーザー・バトラー、ラリー・グラハム、スタンリー・クラーク、パーシー・ジョーンズ、アストン・バレット、ロイド・パークス、エロール・ホルト、ボブ・マーリー、マハヴィシュヌ・オーケストラ、999、イーター、スティーヴィー・ワンダー、ポール・シムノン、ラモーンズ、リターン・トゥ・フォーエヴァー、ブランドX、ウェザー・リポート、アース・ウィンド・アンド・ファイアー、ロニー・リストン・スミス、ロイ・エアーズ、ディッキーズ、ダムド、ジェネレーションX、バズコックス、スライ&ザ・ファミリー・ストーン、レッド・ツェッペリン、ピーター・フランプトン、ブラック・サバスなど、数多くのミュージシャンやバンドからインスピレーションを受け、影響を受けていると述べている。
ジェニファーは2010年10月26日に『イン・サーチ・オブ・ブラック・ジューダス』と題した初のソロアルバムをリリースした。このアルバムは10年近くかけて開発されていた。